# Hamar István (labdarúgó)
Hamar István (Tököl, 1970. október 6. –) válogatott labdarúgó, csatár, balszélső.

## Pályafutása

### Klubcsapatban
Első NB I-es mérkőzését 1989. augusztus 30-án játszotta Veszprémben, a Csepel színeiben. A mérkőzés végeredménye 0–0 lett. Ebben a szezonban összesen 23 mérkőzésen lépett pályára, 3 gólt szerzett. Ezt követően két évig a másodosztályban szerepelt (utolsó évében 29 találkozón 12 góllal segítette a Csepelt a feljutáshoz), majd a Kispest-Honvédhoz igazolt. A fővárosi csapatból került a magyar válogatottba. Ezt követően az MTK-hoz szerződött, megfordult Törökországban, a Vasasban és több sikeres évet töltött Izraelben. Hazatérve Székesfehérvárra került, majd vissza a Honvédhoz. Később alacsonyabb osztályokban szerepelt, majd visszavonult. A 2003. május 14-én lejátszott Videoton FC-Budapest Honvéd (1-2) bajnoki mérkőzés után kirobbant bundabotrány miatt egyéves eltiltással sújtotta a liga fegyelmi bizottsága.

### A válogatottban
1993 és 2001 között 25 alkalommal szerepelt a válogatottban és 4 gólt szerzett.

## Sikerei, díjai
- Magyar bajnokság
  - bajnok: 1992–93, 1996–97
  - 2.: 1993–94

## Statisztika

### Mérkőzései a válogatottban
| Magyarország | Magyarország        | Magyarország                  | Magyarország        | Magyarország | Magyarország  | Magyarország | Magyarország | Magyarország |
| #            | Dátum               | Helyszín                      | Hazai               | Eredmény     | Vendég        | Kiírás       | Gólok        | Esemény      |
| ------------ | ------------------- | ----------------------------- | ------------------- | ------------ | ------------- | ------------ | ------------ | ------------ |
| 1.           | 1993. május 29.     | Dublin, Lansdowne Road        | Írország            | 2 – 4        | Magyarország  | barátságos   | 2            | 46' 49' 65'  |
| 2.           | 1993. június 16.    | Reykjavík, Laugardalsvöllur   | Izland              | 2 – 0        | Magyarország  | vb-selejtező | -            | 80'          |
| 3.           | 1994. március 9.    | Budapest, Népstadion          | Magyarország        | 1 – 2        | Svájc         | barátságos   | -            | 46'          |
| 4.           | 1994. december 14.  | Mexikóváros, Azték-stadion    | Mexikó              | 5 – 1        | Magyarország  | barátságos   | -            | 46'          |
| 5.           | 1995. március 8.    | Budapest, Fáy utcai Stadion   | Magyarország        | 3 – 1        | Lettország    | barátságos   | 2            | 46' 46' 53'  |
| 6.           | 1995. június 11.    | Reykjavík                     | Izland              | 2 – 1        | Magyarország  | Eb-selejtező | -            | 69'          |
| 7.           | 1995. augusztus 16. | Siófok                        | Magyarország        | 0 – 2        | Izrael        | barátságos   | -            | 46'          |
| 8.           | 1998. március 25.   | Bécs, Ernst Happel Stadion    | Ausztria            | 2 – 3        | Magyarország  | barátságos   | -            | 85'          |
| 9.           | 1998. május 27.     | Nyíregyháza, Városi Stadion   | Magyarország        | 1 – 0        | Litvánia      | barátságos   | -            |              |
| 10.          | 1998. augusztus 19. | Zalaegerszeg, ZTE Stadion     | Magyarország        | 2 – 1        | Szlovénia     | barátságos   | -            |              |
| 11.          | 1998. szeptember 6. | Budapest, Népstadion          | Magyarország        | 1 – 3        | Portugália    | Eb-selejtező | -            |              |
| 12.          | 1998. október 10.   | Bakı, Tofik Bahramov Stadion  | Azerbajdzsán        | 0 – 4        | Magyarország  | Eb-selejtező | -            |              |
| 13.          | 1998. október 14.   | Budapest, Népstadion          | Magyarország        | 1 – 1        | Románia       | Eb-selejtező | -            | 69'          |
| 14.          | 1999. március 27.   | Budapest, Üllői úti Stadion   | Magyarország        | 5 – 0        | Liechtenstein | Eb-selejtező | -            | 75'          |
| 15.          | 1999. március 31.   | Pozsony, Tekelné Pole Stadion | Szlovákia           | 0 – 0        | Magyarország  | Eb-selejtező | -            | 63'          |
| 16.          | 2000. április 26.   | Belfast, Windsor Park         | Észak-Írország      | 0 – 1        | Magyarország  | barátságos   | -            | 89'          |
| 17.          | 2000. június 3.     | Budapest, Fáy utcai Stadion   | Magyarország        | 2 – 1        | Izrael        | barátságos   | -            | 89'          |
| 18.          | 2000. augusztus 16. | Budapest, Népstadion          | Magyarország        | 1 – 1        | Ausztria      | barátságos   | -            | 88'          |
| 19.          | 2000. szeptember 3. | Budapest, Népstadion          | Magyarország        | 2 – 2        | Olaszország   | vb-selejtező | -            | 89'          |
| 20.          | 2000. október 11.   | Kaunas                        | Litvánia            | 1 – 6        | Magyarország  | vb-selejtező | -            |              |
| 21.          | 2000. november 15.  | Szkopje                       | Macedónia           | 0 – 1        | Magyarország  | barátságos   | -            |              |
| 22.          | 2001. február 28.   | Zenica                        | Bosznia-Hercegovina | 1 – 1        | Magyarország  | barátságos   | -            | 65'          |
| 23.          | 2001. március 24.   | Budapest, Népstadion          | Magyarország        | 1 – 1        | Litvánia      | vb-selejtező | -            |              |
| 24.          | 2001. április 25.   | Budapest, Üllői úti Stadion   | Magyarország        | 0 – 0        | Finnország    | barátságos   | -            | 46'          |
| 25.          | 2001. június 2.     | Bukarest                      | Románia             | 2 – 0        | Magyarország  | vb-selejtező | -            | 40'          |
|              | Összesen            |                               |                     | 25           | mérkőzés      |              | 4            | gól          |